# Monte Plata
Monte Plata es un municipio de la República Dominicana, que está situado en la provincia de Monte Plata.

## Localización
El municipio está ubicado en la parte sur central de la isla, y es la capital de la provincia de su nombre.

## Geografía
En la parte occidental de la provincia se encuentra la Sierra de Yamasá. Los Haitises, con sus numerosas pequeñas colinas, se encuentra en el noreste de la provincia.

## Límites
Municipios limítrofes:
|                            | Norte: Sabana Grande de Boyá                                         |                 |
| Oeste: Peralvillo y Yamasá |                                                                      | Este: Bayaguana |
|                            | Sur: Santo Domingo Norte, Santo Domingo Este y San Antonio de Guerra |                 |

## Distritos municipales
Está formado por los distritos municipales de:
| Nombre      | Código   |
| ----------- | -------- |
| Monte Plata | 09290101 |
| Don Juan    | 09290102 |
| Chirino     | 09290103 |
| Boyá        | 09290104 |

## Demografía
Población del municipio por sexo, según distrito municipal, año 2010.
| Municipio y distrito municipal | Hombres | Mujeres | Total  |
| ------------------------------ | ------- | ------- | ------ |
| Monte Plata                    | 13,288  | 12,904  | 26,192 |
| Don Juan (D. M.)               | 3,783   | 3,530   | 7,313  |
| Chirino (D. M.)                | 4,123   | 3,828   | 7,951  |
| Boyá (D. M.)                   | 2,769   | 2,498   | 5,267  |
| Total                          | 23,963  | 22,760  | 46,723 |

## Hidrología
En el municipio los principales ríos de la provincia son el Ozama y el Yabacao. Otros ríos son Comate, Yamasá, Mijo, Boya,Socoa, Aras,Sabita y Guanuma.

## Historia
El municipio fue fundado el 27 de abril de 1605 por habitantes de los pueblos de Monte Cristi y Puerto Plata, los cuales fueron devastados por disposición del rey español de la época y ejecutada por el gobernador de la isla Antonio Osorio y Villegas durante las Devastaciones de Osorio.
Mientras las villas costeras del noroeste eran destruidas, Baltasar López de Castro recibió la mayoría de sus habitantes en el territorio donde se fundó el poblado de Monte Plata con los habitantes de Monte Cristi y Puerto Plata.

## Festividades
- 19 de enero, entrada de los toros que los criaderos del ganado vacuno les donan a la Virgen de la Altagracia cada año, celebrándose dicha donación con una gran caminata y corrida de caballos por las calles de la población.[9][10]

- 20 de enero entrada de los atabales, actividad que se celebra dentro del marco de las fiestas que en honor a la virgen se celebran.
- 20 de enero entrada de los ramos, actividad igual a la anterior.
- 21 de enero festividad en honor a la Virgen de Altagracia, procesión y diversos actos religiosos.
- 13 de junio, fiesta en honor al Santo Patrón San Antonio de Padua.